# Henry Daniell
Henry Daniell,  właśc. Charles Henry Pywell Daniell (ur. 5 marca 1894 w Londynie, zm. 31 października 1963 w Santa Monica) – brytyjski aktor teatralny i filmowy. Weteran scen londyńskich i broadwayowskich. Wszechstronny aktor drugoplanowy filmów lat 30., 40. i 50. Pomimo brytyjskiego pochodzenia niemal cały okres jego aktorskiej kariery przypadał na czas pobytu w Stanach Zjednoczonych.

## Biografia
Henry Daniell urodził się w Barnes (obecnej dzielnicy południowego Londynu). Edukację odebrał w prestiżowych: St Paul's School w Londynie oraz w Gresham’s School w Holt w Norfolk. Jako aktor zadebiutował na deskach londyńskiego Globe Theatre w 1914 roku. Wraz z wybuchem I wojny światowej zaciągnął się do armii i służył Royal Norfolk Regiment. Po ciężkim zranieniu został zdemobilizowany w roku 1915. W tym samym roku pojawił się na deskach New Theatre, a rok później Theatre Royal Haymarket. Przez następne trzydzieści lat pojawiał się na przemian na deskach teatrów londyńskich i nowojorskich, w tym również na Brodwayu, gdzie zadebiutował w 1921 roku. Chociaż w filmie debiutował już w 1929 roku (The Awful Truth Marshall Neilan), jego kariera filmowa nabrała rozpędu dopiero w połowie lat 30. Wtedy to zagrał w kilu produkcjach wytwórni MGM, z których najbardziej udaną okazała się być Dama kameliowa z 1936 roku, w której partnerował Grecie Garbo. Do końca dekady wystąpił w kilkunastu filmach znanych reżyserów. Jednak prawdziwie owocnym okresem w jego aktorskiej karierze okazała się być pierwsza połowa lat 40. See Hawk (1940) również w reżyserii Michaela Curtiza, Dyktator (1940) Chaplina oraz George Cukora: Filadelfijska opowieść (1940) i Dwulicowa kobieta (1941), zaliczane są obecnie do klasyki kina światowego, a sam Daniell wystąpił w nich u boku wielkich gwiazd kina światowego. Był to jednak szczytowy moment jego kariery – kolejne kilkanaście lat było dla Daniella pasmem występów w drugorzędnych produkcjach. W latach 50. i 60. pojawiał się w epizodycznych rolach, między innymi ekranizacjach klasyki literatury światowej: Egipcjanin Sinuhe (1954), Pasja życia (1956) czy Pięć tygodni w balonie (1962). Jego ostatnie występy w godnych uwagi filmach to role w Bunt na Bounty z 1962 i My Fair Lady z 1964 (w obydwóch tych obrazach jego nazwisko nawet nie zostało wymienione w obsadzie).
W tym samym okresie kiedy przyblakła jego gwiazda jako aktora kinowego, Henry Daniell zaczął pojawiać się na szklanym ekranie. Od końca lat 40. występował w przygodowych filmach telewizyjnych mało znanych reżyserów u boku (na ogół) podrzędnych aktorów, a w latach 50. był stałym gościem różnego rodzaju cyklicznych programów TV, typu show, teatr TV itp. "Zaliczył" kilka epizodów w mało już dziś pamiętanych serialach TV lat 50. i 60.
1921 roku sztuką pt. Clair de Lune Henry Daniell zadebiutował na Broadwayu. Na deskach tych prestiżowych teatrów był obecny przez ponad 40 lat swojej kariery.
Podczas swojej długiej kariery filmowo-telewizyjnej wystąpił w blisko 70 filmach i 30 serialach TV. Według autorów The Film Encyclopedia, w swoich rolach, zapamiętany został jako "uprzejmy złoczyńca lub zimnokrwisty despota". Aż do śmierci pozostawał aktywnym aktorem, zarówno przed kamerą jak na deskach teatru. Premiera ostatniego filmu z jego udziałem (My Fair Lady) miała miejsce rok po jego śmierci.

## Dorobek artystyczny

### Filmografia (wybór)

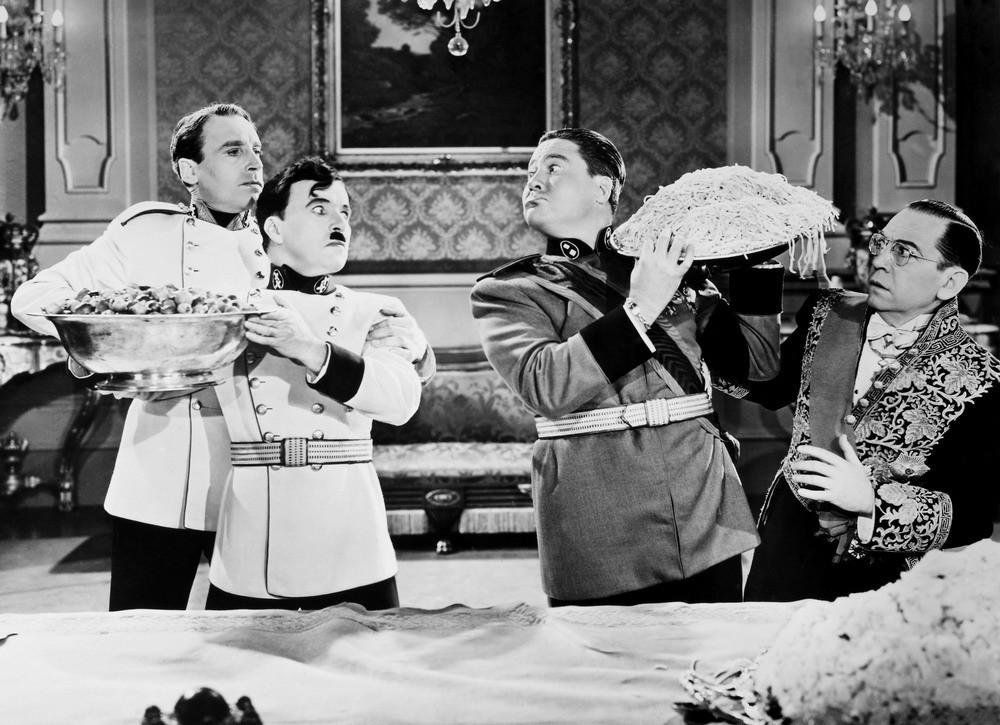
W Dyktatorze (1940), jednym z najważniejszych filmów swojej epoki (pierwszy od lewej)

- 1936   Dama kameliowa – baron de Varville
- 1937   Madame X – Lerocle
- 1937   Hiszpański motyl – gen. Savary
- 1938   Wakacje – Seton "Dopey" Cram
- 1938   Maria Antonina – Nicholas de la Motte
- 1939   Nie jesteśmy sami  – sir Ronald Dawson
- 1939   Prywatne życie Elżbiety i Essexa  – sir Robert Cecil
- 1940   Sokół morski  – lord Wolfingham
- 1940   Dyktator  – Garbitsch
- 1940   Filadelfijska opowieść  – Sidney Kidd
- 1941   Twarz kobiety  – prokurator
- 1942   Sherlock Holmes-głos terroru  – Anthony Lloyd
- 1942   Spotkanie we Francji – Emile Fleuron
- 1943   Sherlock Holmes  w Waszyngtonie  – William Easter
- 1943   Misja do Moskwy  –  Joachim von Ribbentrop
- 1943   Straż nad Renem  – Phili von Ramme
- 1943   Jane Eyre  – Henry Brocklehurst
- 1944   Wyrok sumienia  – Gilbert Simmons
- 1945   Porywacz ciał – dr Wolfe "Toddy" MacFarlane
- 1945   Hotel Berlin  – baron Von Stetten
- 1945   Kobieta w zieleni  – prof. Moriarty
- 1945   Kapitan Kidd  – Król William III
- 1946   Syn Robin Hooda  – regent
- 1947   Wygnaniec – płk Ingram
- 1947   Miłosna piosenka  – Franz Liszt
- 1954   Egipcjanin Sinuhe  – Mekere
- 1956   Człowiek w szarym garniturze  – Bill Ogden
- 1956   Pasja życia  – Theodorus Van Gogh
- 1957   Roztańczone dziewczyny  – sędzia
- 1957   Historia ludzkości – biskup Beauvais
- 1957   Świadek oskarżenia – Mayhew
- 1957   Słońce też wschodzi  – lekarz
- 1958   Z Ziemi na Księżyc  – Morgana
- 1961   W kraju Komanczów  – Gireaux
- 1961   Wyprawa na dno morza  – dr Zucco
- 1962   Pięć tygodni w balonie – szejk Ageiba
- 1962   Raport Chapmana – dr Jonas
- 1962   Madison Avenue – Stipe
- 1962   Bunt na Bounty – sędzia trybunału wojennego
- 1962   Urocza gospodyni – nieznajomy
- 1964   My Fair Lady – ambasador

### Role teatralne (Broadway)
- 1962-63   Lord Pengo – Enoch Drury
- 1953-54   My Three Angels – Henri Trochard
- 1950-51   The Cocktail Party – gościnnie
- 1949-50   That Lady – Filip II
- 1947 The First Mrs. Fraser – James Fraser
- 1946-47 Wachlarz Lady Windermere – Lord Windermere
- 1946 Zimowa opowieść – Leontes
- 1943-44 Lovers and Friends – Edmund Alexander
- 1943 Murder Without Crime – Matthew
- 1942 Hedda Gabler – Eilert Lovborg
- 1935 Kind Lady – Henry Abbott
- 1933 For Services Rendered – Collie Stratton
- 1931 Heat Wave – George March
- 1929 Serena Blandish – lord Ivor Cream
- 1924 The Second Mrs. Tanqueray – Aubrey Tanquerayt
- 1923 The Woman on the Jury – Fred Masters
- 1921 Clair de Lune – Karol ks. Vaucluse

## Życie osobiste
Był żonaty z Ann Knox. Zmarł na zawał serca w swoim domu w Santa Monica w wieku 69 lat.